# Duo Karst
Duo Karst was een zang- en kleinkunstduo uit Drenthe dat bestond uit Jannie Karst-Dubbelboer (1941-2018) en haar zoon René Karst (1966). Jannie Karst schreef de meeste teksten en was verantwoordelijk voor de zang, René Karst speelde gitaar en piano en componeerde de muziek. Duo Karst zong in het Nederlands en in de Zuid-Drentse streektaal. Duo Karst had tevens een eigen opnamestudie en productiebedrijf, Dukarec.
Door de repertoirekeus en de zang in het Drents was het duo ook erg bekend onder emigranten in Canada en Australië.

## Biografie
Duo Karst ontstond in 1979 tijdens een bonte avond op de camping. Het eerste officiële optreden was in 1981 toen het duo door Marga Kool werd uitgenodigd om op te treden in kerkgebouw De Vredehorst in Hoogeveen. Nadien volgden vele optredens, waar regelmatig ook andere leden van de familie Karst aan meededen. In 1983 brak Duo Karst definitief door bij een optreden op de Drentse Aovend. In datzelfde jaar werd de eerste lp uitgebracht, Tussen dreumen en zeker weten.
Vanaf 1993 bracht Duo Karst albums uit met oude schoolliedjes. Tot en met 2005 zijn in totaal 15 delen verschenen.
Duo Karst genoot ook bekendheid met een repertoir van kerstmuziek. Vanaf 1990 werd jaarlijks het evenement Kerst met Karst gehouden in De Tamboer in Hoogeveen. De laatste keer was in 2017.
Jannie Karst overleed op 23 februari 2018.

## Discografie
Cd's:
- 't Vuult zo warm as ik Drents heur (2001)
- Vlinder van 20 lentes (2001)
- De dichter en de oel (1998)
- Liever een mus in de haand (1996)
- Kerst met Karst (1994)
- Kerst met Karst, deel 2 (1994)
- Oude schoolliedjes (15 delen, 1993-2005)
- Moedertaal (1990)
- Geef mij de muziek (1991)
- Tussen dreumen en zeker weten (1983)

Cd's met anderen:
- Van hoes oet (2000)
- Pronkjewailtjes in zulvern raand (1992)
- Luster naor de radio (1991)

Lp:
- Tussen dreumen en zeker weten (1983)

Lp's met anderen:
- Honderdvijftig kilometer dialect (1988)
- De mooiste liedjes in het Drents (1980)
- Regio artiestenshow (1980)

DVD met anderen:
- Duo Karst Live (2005)